# NBA TV
NBA TV（エヌビーエー・ティービー）はアメリカのスポーツ系ケーブルTV放送、衛星TV放送で、ワーナー・ブラザース・ディスカバリー・スポーツ傘下のターナースポーツが保有している。北米プロバスケットボールリーグ、NBAの専門チャンネル。NBA TVは、2015年2月時点で、アメリカ国内のケーブル、衛星などで、視聴可能な世帯数は、およそ5,712万と言われている。インターネットを介して、ブロードバンドでの放送を視聴できるパッケージである、NBAリーグパス（NBA LEAGUE PASS）を介して、日本を含む世界各国に向けての番組配信も行われている。

## 概要
1999年にNBA.com TVがきっかけで開局。NBA TVのスタジオは、ニュージャージー州セコーカスにある。NBAレギュラーシーズン、NBAオールスターゲーム、NBAプレーオフ、NBAファイナルの国際映像を配信しているほか、NBAダイジェスト、過去の試合を放送するハートウッド・クラシックス、FIBAの最新情報、WNBA中継などが放送されている。

## 主な番組
- NBAアクセス
- バスケットボール・インターナショナル
- FIBAワールドバスケットボール
- NBA TVデイリー
- ハートウッド・クラシックス/グレイテスト・ゲームズ
- 今週のDリーグ
- NBA 360